# 서민수
서민수(1993년 6월 21일 ~ )는 대한민국의 농구선수이며, 포지션은 포워드이다.

## 선수 시절
2015-2016 프로농구 신인드래프트에서 1라운드 9순위로 원주 동부 프로미에 지명되었다.
2017-2018시즌에 식스맨으로 좋은 모습을 보여주었다. 2017-2018시즌이 끝난후 팀동료인 두경민, 맹상훈, 김영훈과 함께 상무 농구단에 지원하여 두경민과 함께 합격하였다.

## 상무 농구단시절
2018년 5월 14일 입대하며, 전역일은 2020년 1월 8일이다. 상무 복무 중 원주 DB 프로미로 이적한 김종규의 보상선수로 창원 LG 세이커스로 이적하게 되었다.

## 경력
- 2012년 ~ 2015년 동국대학교
- 2015년 10월 ~ 2018년 5월 28일 원주 DB 프로미
- 2018년 5월 ~ 2020년 1월 상무 농구단
- 2020년 1월 ~ 창원 LG 세이커스

## 출신 학교
- 서해초등학교
- 군산중학교
- 군산고등학교
- 동국대학교